# Jacques Dixmier
Jacques Dixmier (Saint-Étienne, 24 de mayo de 1924) es un matemático francés, que fue miembro del grupo Bourbaki. Ha trabajado en el campo de las álgebras de operadores, especialmente las C*-álgebras, y ha escrito varios manuales de referencia sobre ellas.

## Biografía
Jacques Dixmier ingresó en la Escuela Normal Superior de París en 1942, aprobó la agregación en matemáticas en 1944 e ingresó en el Centro Nacional para la Investigación Científica (CNRS) en 1946. En 1948, bajo la dirección de Gaston Julia, defendió una tesis titulada Étude sur les variétés et les opérateurs de Julia avec quelques applications y en 1949 fue invitado por Jean-Pierre Serre y Pierre Samuel a unirse al grupo Bourbaki. Impartió clases en Toulouse, Dijon y París. Al principio de su jubilación, pasó cinco años en el Institut des hautes études scientifiques (IHÉS).
Es profesor honorario de la Universidad Pierre y Marie Curie.
Su número de Erdős es 1.

## Obras
En Elementos de matemática, Dixmier trabajó sobre las álgebras de operadores, e introdujo, entre otros, conceptos como la traza de Dixmier y la conjetura de Dixmier. Entre sus alumnos se encuentran Alain Connes, Michel Brion, Nicole Berline, Michel Duflo, Alain Guichardet y Michèle Vergne.
También es autor de dos colecciones de novelas cortas de ciencia ficción, L'Aurore des dieux (1993) y Le Septième arrhe (1995). Es coautor –con Danye Chéreau y Alain Connes– de dos novelas, Le Théâtre Quantique (2013) y Le Spectre d'Atacama (2018).